# Коперниковский период
Коперниковский период — период геологической истории Луны, начавшийся 1,1 млрд лет назад и продолжающийся по сей день. Этот период характеризуется полным отсутствием внешних проявлений внутренней геологической активности Луны, что, по-видимому, связано с остыванием её ядра и нарастанием мощности литосферы, которая уже к началу этого периода достигла сотен километров. Таким образом, в течение всего коперниковского периода поверхность Луны остаётся практически неизменной.
Единственным фактором, преображающим лунный ландшафт последний миллиард лет, являются падающие на поверхность Луны астероиды и осколки комет. К коперниковскому периоду принадлежат самые молодые ударные кратеры, характеризующиеся неразрушенными светлыми лучевыми системами, образованными выброшенным из них веществом, возраст которого оценивается в 0,8—1,3 млрд лет. Один из таких молодых кратеров — Коперник, дал название периоду. На днищах и валах крупных кратеров коперниковского периода присутствуют вулканические структуры, которые, возможно, являются следствием масштабного ударного плавления под кратерами.